# The Roots
The Roots son un influyente grupo estadounidense de rap alternativo y house alternativo de la ciudad de Filadelfia, conocidos fundamentalmente por sus innovadoras letras y su potente directo. Han ganado peso, influencia y una excelente crítica en el mundo del hip-hop, el R&B y el neo soul con el paso del tiempo, inspirados por el concepto de “hip hop band” fundado por Stetsasonic. Además han ganado fama como la banda residente en los dos programas que hasta ahora ha tenido el actor y conductor de televisión Jimmy Fallon, Late Night with Jimmy Fallon, desde 2009 y hasta 2014, y The Tonight Show Starring Jimmy Fallon, desde 2014 hasta el presente.

## Miembros
La plantilla de The Roots estaba compuesta en su origen por Black Thought (MC) y Ahmir "Questlove" Thompson (batería), que eran compañeros de clase en el 'High School for Creative Performing Arts' de Filadelfia. Como empezaron a tocar en la escuela y en las calles, añadieron otro MC al grupo, Malik "Maha" B., un bajista, Leonard "Asthmaflow" Hubbard, y un pianista, Scott Storch. Otro MC, Dice Raw, hizo colaboraciones frecuentes con el grupo entre 1995 y 1999. En 2000, Dice Raw dejó el grupo para grabar su debut en solitario, Reclaiming the Dead. Scott Storch también lo dejó para empezar su carrera individual con el álbum Do You Want More?!!!??!. The Roots llenó su hueco con otro pianista, Kamal, además de que un beatboxer llamado Rahzel también se unió al grupo para contribuir entre 1995-1999. Junto a Rahzel, llegó Scratch, un vocal turntablist que contribuyó en el sonido del grupo, fundamentalmente en conciertos, pero dejó el grupo en 2003, mientras que Malik B. lo hizo en 2000 debido a problemas con la droga. Un guitarrista, Ben Kenney, disfrutó de un corto período con el grupo y aportó al álbum Phrenology, pero dejó el equipo para trabajar con Incubus. El equipo añadió entonces un percusionista al grupo, Knuckles, que se unió en 2002 junto al guitarrista Kirk Douglas (a.k.a. "Captain Kirk"), que remplazó a Kenney. El vocalista, Martin Luther, estuvo de gira con The Roots en 2003 y 2004, contribuyendo a la realización del álbum Tipping Point.
Después de todo este vaivén, el grupo actualmente está formado por Black Thought (MC), Questlove (batería), Hub (bajo), Kamal (piano), Knuckles (percusión) y Captain Kirk (guitarra).

## Historia de su discografía
El debut de The Roots llegó Organix, del que se grabó incluso un concierto en directo en Alemania. El trabajo se ganó el reconocimiento de la industria musical, y el grupo no tardó en ver como las discográficas competían por ellos. Finalmente firmaron con DGC Records, que en aquella época era más conocida por tener en su plantilla a gente de música grunge.[cita requerida]
El primer álbum grabado con DGC, y segundo en cronología de la banda fue Do You Want More?!!!??!, que gozó de cierto éxito en las radios alternativas, a su vez, de este álbum surgieron los primeros sencillos utilizados como herramienta de difusión masiva en televisión.[cita requerida]
En 1996, lanzaron su tercer álbum titulado Illadelph Halflife, fue el primer álbum en alcanzar el Top 40 de la lista de Billboard, ayudado en parte por la MTV, posicionando dos de los temas más representativos de la banda "What They Do" y "Concerto of Desperado".[cita requerida]
En 1999, The Roots publicó Things Fall Apart (nombre que pusieron por Things Fall Apart, novela de Chinua Achebe), con el que se consagraron definitivamente. El tema "You Got Me", a dúo con Erykah Badu y escrito por Jill Scott, les valió para ganar un Grammy a la mejor canción de un grupo o dúo.
En 2000, Dice Raw dejó el grupo para grabar su álbum de debut, Reclaiming the Dead.
El Phrenology, (2002), introduce más sonidos sintéticos y experimentales, así como la participación de artistas como Nelly Furtado, Talib Kweli y Alicia Keys entre otros, con lo qu lograron una segunda nominación al Grammy al mejor álbum de rap. Las ventas del álbum fueron relanzadas por la radio y la TV, que dedicaron espacio a los dos duetos del trabajo: "Break U Off" (con Musiq Soulchild, quien ocupó el lugar que D´Angelo como leading voice) y "The Seed 2.0" (con Cody ChesnuTT). El video de "The Seed 2.0" fue nominado por la MTV2 a los MTV Video Music Awards. "The Seed 2.0" también fue incluida en la banda sonora de Chasing Liberty. Phrenology fue disco de oro (status que adquieres cuando vendes como mínimo 500.000 copias) en junio de 2003.
The Roots volvió a la carga en 2004 con The Tipping Point, (que copia el nombre del libro de Malcolm Gladwell). El álbum logró dos nominaciones a los Grammy: una a la major canción Urban/Alternative por el tema "Star", y otra a la mejor canción de un grupo o dúo por "Don't Say Nuthin'." El trabajo fue un éxito inmediato, debutando con un número #4 en las listas de álbumes Billboard y vendiendo alrededor de 100.000 unidades en la primera semana.
El 15 de noviembre de 2005, The Roots publicó dos recopilaciones: Home Grown! The Beginner's Guide To Understanding The Roots, Volumes 1 & 2. Estos dos discos que se vendieron por separado son una compilación de hits pasados, actuaciones en vivo y en directo y remixes raros recopilados por Questlove. El trabajo llevaba inclusive un libro de 70 páginas escrito por Questlove. Estos dos CD se editaron con Geffen Records.
El 29 de agosto de 2006, The Roots lanzó su álbum, The Game Theory, bajo Def Jam. El primer sencillo fue "Don't Feel Right", lanzado en mayo de ese mismo año. También aparecieron en el documental Dave Chappelle's Block Party.
El Octavo álbum del grupo fue lanzado 29 de abril de 2008, llamado The Rising Down.
Actualmente el legendario grupo The Roots es la banda local del show de Jimmy Fallon en la cadena NBC de la televisión estadounidense y regularmente acompañan a los artistas invitados en la música (menos a Method Man y Redman).
El 24 de junio de 2009 les tocó el turno a ellos como grupo y no como acompañantes y estrenaron esta nueva canción llamada “How I Got Over” que vendrá incluida en su próximo álbum que se llamara igual, el álbum “How I Got Over” tendrá su estreno finalmente en febrero de 2010.

## Premios y galardones
- Grammy Awards
  - 1999: Mejor canción de rap por un grupo o dúo con "You Got Me" (feat. Erykah Badu)
  - 2002: Nominado al mejor álbum de rap con Phrenology.
  - 2004: Nominado a la mejor canción de Urban/Alternative con "Star" y nominado a la mejor canción de rap por un grupo o dúo con "Don't Say Nuthin'."
- MTV Video Music Awards
  - 2003: Nominado por la MTV2 con "The Seed 2.0"
- mtvU Woodie Awards
  - 2004: Nominado por Road Woodie y Welcome Back Woodie.
- BET Awards
  - 2005: Nominado al mejor grupo.
- NAACP Image Awards
  - 2005: Nominado al grupo más destacado.
- Nombrado uno de los 20 mejores directos en el mundo por Rolling Stone en 2003.
- Ganaron un "Heroes Award" en 2004.

## Discografía

### Álbumes
- Organix (1993)
- Do You Want More?!!!??! (1995)
- Illadelph Halflife (1996)
- Things Fall Apart (1999)
- The Roots Come Alive (1999)
- Phrenology (2002)
- The Tipping Point (2004)
- The Game Theory (2006)
- Rising down (2008)
- How I Got Over (2010)
- Undun (2011)
- And Then You Shoot Your Cousin (2014)

### EP/Compilaciones
- From The Ground Up (EP) (1994)
- The Legendary (EP) (1999)
- Do This Well (Remixes And Rarities 1994-1999) (compilación) (2004)
- Home Grown! The Beginners Guide To Understanding The Roots, Vol. 1 (compilación) (2005)
- Home Grown! The Beginners Guide To Understanding The Roots, Vol. 2 (compilación) (2005)
- Pre-Game (2006)
- The Best of The Roots (Mixtape) (2006)
- Official Best Of The Roots (Truelements Music)(2006)

## Videos musicales
- "Pass the Popcorn" (1993)
- "Distortion to Static" (1994)
- "Proceed" (1994)
- "Proceed II" (1994)
- "Silent Treatment" (1995)
- "Clones" (1996)
- "Concerto of the Desperado" (1996)
- "What They Do" (1996)
- "You Got Me" (1999)
- "The Next Movement" (1999)
- "What You Want" (1999)
- "Glitches" (2000)
- "Break You Off" (2002)
- "The Seed 2.0" (2003)
- "Don't Say Nuthin'" (2004)
- "Star" (2004)
- "I Don't Care" (2004)
- "In the Music"/"Here I Come"/"Don't Feel Right" (2006)